# Groupe de NGC 2273
Le groupe de NGC 2273 comprend au moins quatre galaxies situées dans la constellation du Lynx. La distance moyenne entre ce groupe et la Voie lactée est d'environ 30,1 Mpc (∼98,2 millions d'al). 

## Membres
Le tableau ci-dessous liste les quatre galaxies qui sont indiquées sur le site « Un Atlas de l'Univers » créé par Richard Powell.  
| Nom        | Classification | Type                     | α (J2000.0)   | δ (J2000.0) | Vitesse radiale (km/s) | Magnitude apparente | Distance (Mpc) | Diamètre (kal) |
| ---------- | -------------- | ------------------------ | ------------- | ----------- | ---------------------- | ------------------- | -------------- | -------------- |
| NGC 2273   | SB(r)a         | Spirale barrée           | 06h 50m 08.6s | 60° 50′ 45″ | 1840 ± 4               | 11,7                | 27,7 ± 1,9     | 99             |
| NGC 2273B* | SB(rs)cd?      | Spirale barrée           | 06h 46m 31.6s | 60° 20′ 25″ | 2101 ± 4               | 12,5                | 31,5 ± 2,2     | 68             |
| UGC 3504*  | SAB(s)cd       | Spirale intermédiaire    | 06h 40m 07.1s | 60° 04′ 50″ | 2100 ± 3               | 12,6                | 31,4 ± 2,2     | 107            |
| UGC 3598   | IBm            | Irrégulière magellanique | 06h 56m 30.5s | 60° 39′ 06″ | 1994 ± 1               | 13,07 ± 0,05        | 30,0 ± 2,1     | 45             |

- NGC 2273B = UGC 3530[4]
- UGC 3504 = NGC 2273A[4]

Le site DeepskyLog permet de trouver aisément les constellations des galaxies mentionnées dans ce tableau ou si elles ne s'y trouvent pas, l'outil du site «Finding the constellation which contains given sky coordinates» permet de le faire à l'aide des coordonnées de la galaxie. Sauf indication contraire, les données proviennent du site NASA/IPAC.